# Expresso Princesa dos Campos
O Expresso Princesa dos Campos é uma empresa brasileira do ramo de transportes, com sede em Ponta Grossa, no Paraná. Atua no serviço de transporte de passageiros e encomendas.

## História
Foi fundada em 1934, ano que iniciou suas atividades pela região dos Campos Gerais do Paraná. Em 1940, a empresa transferiu sua sede de Guarapuava para Ponta Grossa e incorporou outras empresas, ampliando a gama de serviços e a área de abrangência. Na década de 1970, expandiu suas linhas, atendendo outros estados do Brasil. Hoje, possui grande expressão nos estados do Paraná, São Paulo e Santa Catarina.

## Estrutura
Atuando no serviço de transporte de passageiros, fretamentos e encomendas, a empresa possui uma frota com cerca de 400 veículos, oferta aproximadamente 600 horários diários, distribuídos em 106 linhas. A empresa tem transportado entre 700 mil e 800 mil passageiros ao mês e em 2017 faturou 212,7 milhões de reais. Em 2018 o grupo investiu 23 milhões de reais na renovação da frota. A companhia possui um terminal de encomendas na Cidade Industrial de Curitiba, conta com aproximadamente 1300 profissionais e 2000 colaboradores terceirizados no total. O atual presidente da empresa é Gilson Barreto, que assumiu em 2019, substituindo Florisvaldo Hudinik.

## Reconhecimento
Em 2017 possuía um Valor Ponderado de Grandeza (VPG) de 129,7 milhões de reais. Ainda em 2017 o Expresso Princesa dos Campos venceu a sétima edição do Prêmio ANTP/ABRATI. O Prêmio Boas Práticas do Transporte Terrestre de Passageiros é um evento promovido pela ANTP – Associação Nacional de Transportes Públicos com o apoio da ABRATI – Associação Brasileira das Empresas de Transporte Terrestre de Passageiros. Recebeu também o prêmio Top Transporte, um dos principais prêmios do setor de transporte de cargas do Brasil. A empresa está consolidada entre as maiores empresas de Ponta Grossa, e entre as maiores empresas do Paraná e da região Sul do Brasil.

## Viação Cantelle
Há ainda a Viação Cantelle, adquirida em 2003 pela Princesa dos Campos, que faz uma única linha de ônibus entre Cruz Alta (RS) e Barreiras (BA), sendo uma linha diária, que alcança sete estados (Rio Grande do Sul, Santa Catarina, Paraná, São Paulo, Minas Gerais, Goiás, Bahia) e o Distrito Federal. A rota atende cidades como Chapecó, Cascavel, Umuarama, Maringá, Presidente Prudente, São José do Rio Preto, Uberlândia, Brasília, entre outras.